# Neurigona lamellata
Neurigona lamellata är en tvåvingeart som beskrevs av Stefan Naglis 2003. Neurigona lamellata ingår i släktet Neurigona och familjen styltflugor. Inga underarter finns listade i Catalogue of Life.